# コランナ (小惑星)
コランナ (1505 Koranna) は、小惑星帯にある小惑星。シリル・ジャクソンがヨハネスブルグのユニオン天文台で発見した。
カラハリ砂漠に住むサン人の一部族に因んで名付けられた。